# Axel Kyander
Axel Kyander, född 14 maj 1838 i Mäntyharju, död 12 april 1920 i Mäntyharju, var en finsk köpman, lantdagsman, kommunalråd, kommunordförande och riddare av den ryska Sankt Stanislausorden.

## Biografi

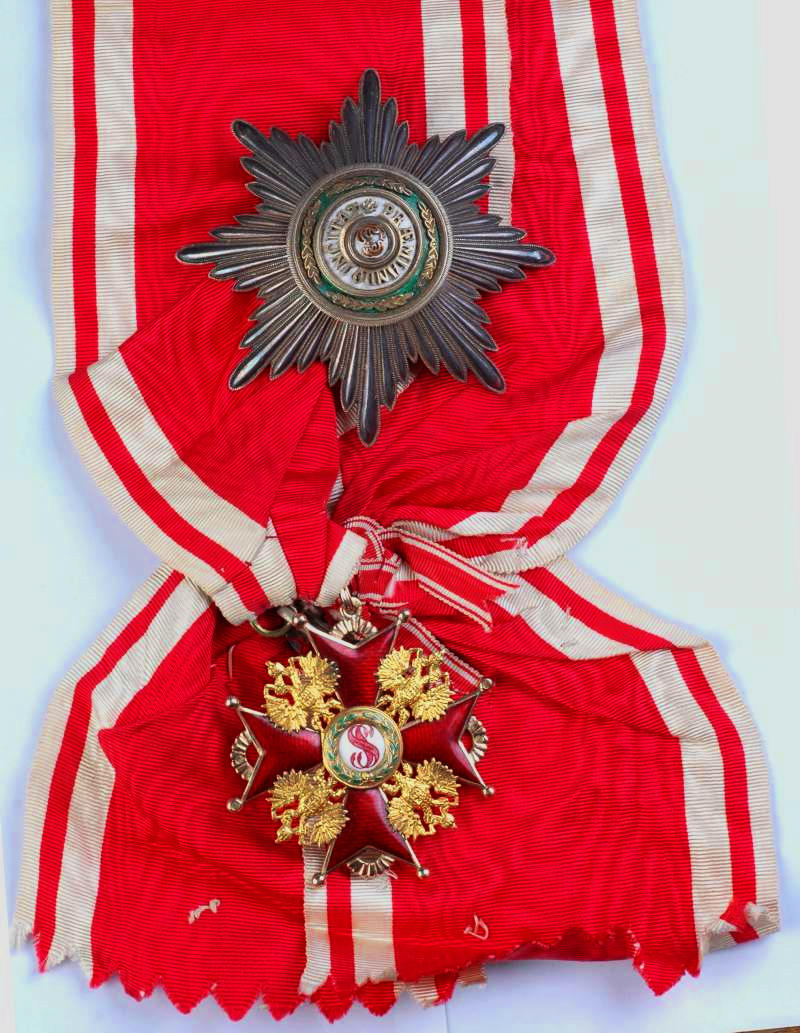
Rysk Sankt Stanislausorden, här dock 1. klass

Kyanders föräldrar var lantbrukaren och vice länsmannen Johan Henrik Kyander (1805-1850) och Helena Hokkanen (-1891). Axel Kyander växte upp på Pekkala gård i Mäntyharju. Han ingick äktenskap 1865 med Hilma Charlotta von Pfaler (1837-1894), dotter till länsmannen I Heinävesi Fredrik von Pfaler och Anna Maria Hjelmman.
Axel Kyander bedrev lanthandel i Mäntyharju från 1860, och var köpman i Sankt Michel från 1880. Han var kommunalråd och kommunens ordförande i Mäntyharju under ett flertal perioder, samt deltog vid lantdagarna 1872, 1882, 1885, 1888, 1891 och 1897 som representant för Mäntyharju härad. 1893 blev Axel Kyander riddare av den ryska Sankt Stanislausorden, 3. klass.
Axel Kyander ägde mellan åren 1888 och 1899 herrgården Ryönän Hovi i Mäntyharju.